# Flapjack (zespół muzyczny)
Flapjack – polski zespół muzyczny.

## Historia

### Geneza
Początki powstania zespołu datuje się na grudzień 1993. Głównymi założycielami grupy byli Robert „Litza” Friedrich oraz Maciej „Ślimak” Starosta, członkowie zespołu Acid Drinkers i w życiu prywatnym szwagrowie. Pomysł na powołanie do życia projektu pobocznego powstał w poznańskim sklepie muzycznym Acid Shop, a za ideą miało być muzykowanie na stopie koleżeńskiej dla przyjemności. Po nagraniu wraz z tym zespołem płyty Vile Vicious Vision, wydanej 10 października 1993 (w mniemaniu wielu osób i ich samym niemającej pożądanej mocy i energii, co przyznał sam Friedrich uznając ten materiał za fajny, ale spokojny i miękki), postanowili stworzyć projekt, który zaspokoi potrzebę odreagowania, mocniejszego i czadowego grania, bez udziwnień kompozycyjnych i śmiesznych treści w warstwie tekstowej, przepełniających piosenki ich macierzystej grupy. Jak przyznał Robert Friedrich, brakowało mu wówczas grania „mocnego thrashu”. W nowej formacji swoje ujście znalazło tworzenie tego nurtu muzyki połączonego z hip-hopem i hardcore punkiem. W jednym z wywiadów z 1994 Maciej Starosta stwierdził „nasze mózgi po grze w zespole Acid Drinkers wyglądają jak naleśniki”, a w innej wypowiedzi stwierdził, że muzyka Flapjacka była „czadową terapią i odreagowaniem po zbyt łagodnych płytach AD”. Ponadto możliwe stało się przedstawienie w tekstach innych treści od tych ukazanych w lirykach Acid Drinkers, a tworzonych przez Tomasza „Titusa” Pukackiego. W tym kontekście, jak przyznał „Litza”, potrzebne było mu – obok muzycznego – także ideologiczne odreagowanie. Jak przyznał ów muzyk, powołany przez niego i „Ślimaka” do życia projekt nie był pierwszym na łonie Acid Drinkers, jako że wcześniej „Titus” stworzył z grupą Para Wino i Piotrem Wiwczarkiem (Vader) formację Bandit Rockin i nagrał płytę Para Wino LP. Mimo wszystko charakter nowego tworu miał pozostawać „towarzystko-jamowy” i równoległy do Acid Drinkers.
Po jednej z prób AD Friedrich i Starosta zostali we dwóch wykonując piosenki grupy, będące sporadycznymi przejawami innego stylu, w których dodatkowo śpiewał pierwszy z nich i wiedział, że fani lubią te kompozycje („W.G.F.S. Power” z Dirty Money, Dirty Tricks, 1991 oraz „Poplin Twist” z płyty Strip Tease, 1992. Zaczęli wtedy tworzyć kompozycje – jak to określił – proste i konkretne. Skład nowej formacji był początkowo nieklarowny. Prócz gitarzysty rytmicznego „Litzy” i perkusisty „Ślimaka”, funkcję gitarzysty basowego objął wspomniany „Titus”, a obowiązki wokalisty przejął „Kompas” (wówczas śpiewający w grupie Gomor). W takim składzie muzycy odbyli jedną próbę. Po okresie wstępnych przymiarek do zespołu trafili pochodząca z Arizony Amerykanka „Elizabeth” rodem z Arizony, studiująca w Polsce, współtworząca dotąd grupę Mellow Driver z Lublina (w zamierzeniu miała być wokalistką i autorką tekstów Flapjacka), nowy basista Jacek „Hrap-Luck” Chraplak (Kr’shna Brothers) oraz gitarzysta Maciej Jahnz (ten ostatni niegdyś występował z „Litzą” w formacji Slavoy i był jego nauczycielm gry na gitarze).

### Ruthless Kick(1994)
Za pieniądze uzyskane ze sprzedaży sprzętu muzycznego „Litza” wynajął studio nagraniowe celem zarejestrowania materiału na debiutancką płytę. Kompozycje były nagrywane w pierwszej połowie lutego 1994 w Modern Sound Studio w Gdyni pod kierunkiem Adama Toczko (ów podpowiedział muzykom nowe pomysły kompozycyjne i był „duchem przewodnim”), któremu asystował Tomasz Bonarowski. W międzyczasie uznano, iż żeński głos Elizabeth nie pasuje do całości nagrywanego materiału i ostatecznie Amerykanka zaśpiewała tylko w jednym utworze („Dead Elisabeth”) oraz napisała część tekstów do innych utworów. Do studia przybył natomiast Tomasz „Lipa” Lipnicki z grupy Illusion w towarzystwie wokalisty trójmiejskich kapel Red Rooster oraz N’Dingue – 17-letniego Grzegorza „Guzika” Guzińskiego, którym Litza zainteresował wcześniej tj. podczas koncertu Acid Drinkers w Gdańsku w ramach cyklu „Wojna z trzema schodami” (wykonywał wtedy utwór „Fame” z zespołem Illusion, wydany na debiutanckiej płycie tej formacji z 1993), kiedy to zapowiedział wokaliście, że w trakcie rejestracji muzyki nowego projektu zgłosi się do niego, aby ten zaśpiewał w dwóch piosenkach. Po pierwszym dniu w studio Guziński wyraził dezaprobatę do zaprezentowanej mu twórczości i udał się do domu, ale po namyśle wrócił następnego dnia i nagrywał z zespołem kolejne utwory (jako pierwsze wokale zarejestrował do „Mandatory Cocaine Song” i „Flapjack”. Wobec trudności przy nagraniu piosenki „IHate Fuckas”, pomocy wokalnej udzielił w niej wspomniany Lipnicki.
W niektórych utworach na płycie pojawił się saksofonista Marcin „Vimek” Wimońć z zielonogórsko-poznańskiej formacji Squot oraz kilka innych osób, m.in. wspomniani „Lipa” i „Titus” w chórkach. Ostatecznie to „Guzik” stał się głównym wokalistą Flapjack na powstającym albumie zespołu, tworząc własne teksty i nadając nagrywanemu materiałowi nowego kształtu poprzez swój styl wokalny i żywiołowość. Pierwotnie styl materiału miał być oparty na pewnych wzorcach, głównie reprezentowany przez dokonania grupy Metallica. Dopiero pojawienie się w studio innych twórców, szczególnie „Guzika”, zmienił efekt twórczości, w której piętno odcisnęły dokonania takich formacji jak Pantera, Rage Against the Machine i Biohazard. Nowy wokalista zmienił też teksty pierwotnie napisane przez „Elizabeth” i ostatecznie wykonał wykonalnie wszystkie utwory na płycie. Według Friedricha ok. 70% finalnego efektu to skutek wpływu Guzińskiego. Zmianie w studi uległo także brzmienie nagrań, do czego doprowadził sprzęt użyczony przez Grzegorza Skawińskiego (podobnej pomocy udzielił wówczas Piotr Wiwczarek z Vadera).
Nazwa zespołu została wybrana już po nagraniu piosenek, z których stała się określeniem nowego projektu muzycznego. O zespole mówi się z tego powodu naleśnik, aczkolwiek znaczenie słowa „flapjack” oznacza rodzaj placka. Według „Litzy” nazwa była odpowiednia i oddawała apetyt muzyków na pewne rzeczy.
Po zarejestrowaniu materiału Friedrich proponował nagraną płytę różnym wydawcom, z których najlepsze warunki przedstawił Tomasz Dziubiński z Metal Mind Productions (doszło do tego mimo że członkowie Acid Drinkers stwierdzili, że już nigdy nie wydadzą płyty dla tej wytwórni). Premierowy album został zatytułowany Ruthless Kick (pol. dosł. bezwzględny kopniak) i wydany w czerwcu 1994. Krążek zawierał dziesięć utworów stanowiących nowoczesne połączenie thrash metalu oraz hardcore. Robert Friedrich stwierdził, iż materiał na albumie został zainspirowany twórczością grupy Metallica i powstawał w oczekiwaniu na nowe wydawnictwo tego zespołu. Niewątpliwą zaletą płyty był głos oraz opanowana angielszczyzna „Guzika”, przywołująca na myśl poziom amerykańskich grup muzycznych, reprezentujących zbliżone style muzyczne. Okładka albumu przedstawiała odcisk buta-glana należącego do „Elizabeth” oraz hasło „For Mosh Only” (pol. „tylko do moshu”), zwracające uwagę na to, że ciężkie obuwie ma służyć wyłącznie do zabawy na koncertach, zaś w tym kontekście hasło stanowiło jednocześnie sprzeciw wobec przemocy. Początkowo, po wydaniu debiutanckiej płyty Flapjack koncertował za zwrot kosztów. 5 sierpnia 1994 wystąpił na Festiwalu Muzyki Rockowej Jarocin '94, a 16 sierpnia 1994 suportował w warszawskiej „Stodole” występ amerykańskiego zespołu Biohazard.
W trakcie roku 1994 z początkowego 10-osobowego składu pozostało 5 osób: „Litza”, „Ślimak”, „Guzik”, „Hrup Luck” i „Jahnz”. W miarę możliwości na koncertach pojawiali się „Vimek” i „Lipa”, a chórki okazyjnie wykonywał „Titus”.
Do początku 1995 grupa koncertowała wraz z Acid Drinkers, Kazikiem oraz u boku amerykańskiej formacji Dog Eat Dog podczas festiwalu Odjazdy '94, 12 lutego 1995 wystąpiła na Rockowych Walentynkach w poznańskiej „Arenie” (z widownią ok. 7-8 tys.), w lutym 1995 wspólnie z Illusion (koncerty cieszyły się sporym zainteresowaniem, np. w Rzeszowie 28 lutego 1995 chętnych na obejrzenie występów Illusion i Flapjack było ok. 700-800 osób). Do marca 1995 Flapjack koncertował na trasie z Illusion, a także z Blenders i N’Dingue. W połowie października 1995 grupa wystąpiła na trzech koncertach w Polsce wraz z zespołami Paradise Lost i Dynamind.
Flapjack uchodził za jedno z muzycznych odkryć w Polsce, a materiał z płyty został entuzjastycznie przyjęty zarówno przez dziennikarzy jak i słuchaczy. W 1994 zespół uzyskał nominację do nagrody polskiego przemysłu fonograficznego Fryderyka 1994 w kategorii „Fonograficzny Debiut Roku”. W podsumowaniu roku 1994 czasopisma „Tylko Rock” Flapjack zajął trzecie miejsce w kategorii Nadzieja Roku.

### Fairplay(1996)
Drugi album grupy stanowił dla jego członków poważniejsze wyzwanie. Jak przyznał w wywiadzie Robert Friedrich: „...różnica tkwiła w świadomości powstawania. Ruthless Kick było przypadkiem, po prostu dobrą zabawą. Wtedy Flapjack był tylko takim odskokiem, czadowym eksperymentem, bezdrugową balangą. (...) Formuła jest wciąż na wpół improwizowana. Niemniej, tym razem dokładnie wiedzieliśmy o co nam chodzi”. Utwory na płytę powstawały od początku 1995, a większość z nich wynikła ze współpracy „Litzy” i „Guzika” (pierwszy z nich był głównym kompozytorem, a obaj razem tworzyli teksty). Mimo wszystko przed nagraniami nie postawiono konkretnego założenia, a utwory powstawały w wyniku jamowania. Nagranie materiału odbyło się w studiu Deo Recordings w Wiśle w październiku 1995. W trakcie sesji nagraniowej dochodziło wielu tarć między Friedrichem a Guzińskim na gruncie tworzenia materiału. W ocenie Guzińskiego, mimo jednolitego przesłania na płycie, słychać na niej różnice w kompozycjach, które wynikały z tego, że niektóre utwory tworzyli pojedynczy członkowie grupy, a szerzej także z faktu, że każdy z muzyków usiłował przeforsować kierunek stylu muzycznego w stronę.
Premiera nowego albumu, zatytułowanego Fairplay, odbyła się 15 stycznia 1996, a poprzedził go singel zawierający cztery utwory. Sam tytuł albumu symbolizował przeniesienie szczytnej sportowej idei fair play (uczciwej gry) do życia codziennego. Jak przyznał wówczas „Litza”, z racji zbliżających się 30. urodzin oraz posiadania trójki dzieci, chce mieć pewność, że nie wyrządza krzywdy tekstam swojej grupy. W nawiązaniu do ww. impulsu do założenia Flapjacka (tj. potrzebny mocniejszego grania) chciał on on także wyrazić odreagowanie o charakterze ideologicznym, a co za tym idzie – ukazanie moralności chrześcijańskiej. Uczynił krok w tym kierunku niejako ponownie, po uprzednim niepowodzeniu ewangelizującego zespołu Creation of Death.
Teksty kilku utworów płyty zawierały konotacje związane z piłką nożną: utwór „Brasil!” poświęcony reprezentacji Brazylii, „Squadra Nigeria” zawarty na singlu zainspirowany reprezentacją Nigerii, „Soccer-Kids From Africa” poruszający kwestię wykorzystywania młodych talentów piłkarskich z Kamerunu przez menedżerów piłkarskich, „Hoolie's Reactions” podejmujący temat chuliganów podczas meczów piłkarskich). Teksty dotyczyły również szacunku wobec drugiego człowieka („Pigment” to protest przeciwko rasizmowi. Według Guzińskiego teksty miały pokazać takie wartości jak uczciwość, nadzieja, wiara, wzajemny szacunek, czystość bez używek. Wokalista, jak sam stwierdził, nie chciał już śpiewać „pierdół o Asterixie i Obelixie”, nawiązując do utworów z debiutanckiej płyty. Główny wydźwięk tekstów miał poważny i zasadniczy charakter, jednak mimo tego liryki miały też pozytywne i humorystyczne elementy. Okładka prezentowała dwie cyfry „3” zwrócone do siebie, co poza symboliką sportową miało oznaczać również symbol otwarcia się na drugiego człowieka oraz postawy nieobojętności wobec innych. Dodatkowo we wkładce do płyty widniały zdjęcia członków zespołu wykonane podczas wspólnej gry w piłkę nożną. Na płycie pojawili się gościnnie zaprzyjaźnieni z zespołem muzycy: wokalista zespołu Dynamind Rafał „Hau” Mirocha, (użyczył głosu w utworach „Active” i „Comic Strip”), koncertowy pracownik techniczny Acid Drinkers i Flapjacka – Tomasz Molka (partie perkusyjne w utworach „Active” i „Brazil”) oraz „T. Heavik” (przyjaciel „Litzy”), który generalnie udzielał się w chórkach na płycie.
Na przełomie lutego i marca 1996 Flapjack wyruszył w trasę koncertową wraz z zespołami Illusion i Dynamind (koncerty kontynuowano także w kwietniu, a występy cieszyły się dużym zainteresowaniem publiczności). Po trasie krótkotrwale odszedł z grupy „Litza”, odczuwający obciążenie jednoczesną pracą w zespołach Acid Drinkers, 2Tm2,3 oraz Kazik na Żywo. Powrócił do składu, jednak jednocześnie ustalono jego nową formułę jako „projektu muzycznego”, w ramach którego Friedrich nie był już liderem, a jednym z muzyków i kompozytorów. Na stałe z zespołem rozstał się „Vimek”. W dniu 25 czerwca 1996 zapis koncertu zespołu pt. Fairplay był transmitowany na antenie TVP2 (czas audycji godz: 14:10–14:50). Jesienią grupa koncertowała z zespołem Frontside.
W trakcie 1996 „Litza” zrezygnował z liderowania w grupie, co bynajmniej nie było skutkiem konfliktu na łonie zespołu oraz nie oznaczało jego opuszczenia składu. W tym samym roku „Guzik” przyznał, że pozostali muzycy kreują już nowy materiał muzyczny na kolejny album, który według wokalisty miał być ciężki i agresywny oraz wolniejszy, z większą dawką hardcore, a mniejszym udziale thrash metalu.

### Juicy Planet Earth(1997)
Na początku 1997 Flapjack koncertował z grupą Jesus Chrysler Suicide. 7 kwietnia 1997 miała premierę trzecia płyta w dorobku zespołu, zatytułowana Juicy Planet Earth (dosł. pol. „soczysta planeta Ziemia”). Muzyka oraz przekaz na niej zawarty różniły się zdecydowanie od dwóch pierwszych albumów grupy, były trudniejsze w odbiorze dla dotychczasowych słuchaczy zespołu. Brzmienie zespołu utraciło thrash metalowy oraz hardcore’owy szlif – dotychczasowy znak rozpoznawczy Flapjacka – na rzecz lżejszych dźwięków, noszących znamiona rocka, a nawet psychodelii. W jednej z recenzji nowy materiał grupy określono jako „wielowarstwowy”. Basista grupy Jacek Chraplak powiedział: „Mam głupie uczucie, że Juicy Planet Earth to jakby płyta innego zespołu”. Po latach tenże muzyk przyznał, że odmienność stylistyczna na tym albumie była spowodowana zaangażowaniem w inne projekty lidera i głównego kompozytora zespołu, Roberta Friedricha, a wobec niemożności tworzenia przez niego muzyki podobnej do dwóch pierwszych albumów, pomysły na trzecią płyty realizowali sam Chraplak oraz Guziński. Odnośnie do tego wypowiadał się także Maciej Starosta zwracający uwagę na to, że zespół nagrał taką płytę jaką właśnie chciał nagrać, że ta płyta to jest prawdziwa muzyka Flapjacka. Istotnym elementem pozostawał fakt, że żaden z utworów nie został stworzony łącznie przez wszystkich z członków grupy, zatem płyta stanowiła zbiór utworów skomponowanych w różnych konstelacjach muzyków. Dotychczasowy główny kompozytor Robert Friedrich nie był już jedynym i dominującym twórcą. Utwory powstały bez grania prób, a członkowie grupy tworzyli kompozycje samodzielnie i przekazywali sobie taśmy z ich zapisem. Jak przyznał wówczas Friedrich: „Jest dla mnie fenomenem, że bez wcześniejszego uzgadniania, cały materiał jest utrzymany w podobnym klimacie – cięższym, bardziej psychodelicznym”. Muzyk przyznałm że na nowym wydawnictwie najważniejszą osobą okazał się być basista Jacek Chraplak, który skomponował większość materiału, decydował o brzmieniu i zajął się produkcją muzyczną. Wraz z odejściem „Vimka”, na trzeciej płycie nie było już instrumentów dętych w postaci saksofonu, zaś w to miejsce pojawił się fortepian, banjo, harmonijka ustna, organy Fender Rhodes i zaprogramowany automat perkusyjny.
Również teksty na płycie nie były tak jednoznaczne w odbiorze, jak te zawarte na poprzednich albumach. Określono je jako „frapujące”. W bardziej tajemniczy sposób opisywały relacje międzyludzkie, wady oraz ciemne strony człowieka i zupełnie nie zawierały dawki humoru dobrze znanej z dotychczasowej twórczości. Autor liryków Guziński podsumował teksty piosenek na albumie mówiąc, iż „chciał się na nim wypłakać”. Wyjaśnił także znaczenie fotografii na okładce, przedstawiającej owoc jabłka zamkniętego w słoiku wekowym: „To taka metafora. Czasem nie mogę się oprzeć wrażeniu, że wszystko dookoła gnije. Gnije przyjaźń, gnije uczciwość, gnije zaufanie, gnije miłość... To smutne. Cała nadzieja w tym, że jest to zgnilizna powierzchowna. Tak jak w nadpsutym owocu mogą płynąć jeszcze zdrowe soki, tak i w ludziach, pozornie zepsutych do szpiku kości, pozostaną jakieś pozytywne cechy”.
15 lipca 1997 grupa wystąpiła jako support przed koncertem formacji Faith No More w katowickim Spodku. Wkrótce Flapjack promował swój trzeci album na trasie koncertowej pod nazwą Juicy Pig wraz z supportującymi zespołami Albert Rosenfield (w 1997 wydał płytę Twin Pigs) i Bandog. W tym samym roku Grzegorz Guziński wystąpił na ścieżce dźwiękowej do filmu Szczęśliwego Nowego Jorku, wykonując utwór „I’m coming straight from my culture”.
Odbiór materiału z płyty przez słuchaczy był skrajnie zróżnicowany, od nieprzychylnego (spowodowanego zaszokowaniem) aż do entuzjastycznych opinii. Po wydaniu trzeciego albumu zespół Flapjack zawiesił działalność. Wpływ na to miało kolejne odejście ze składu grupy Roberta Friedricha, nie najlepsze przyjęcie przez słuchaczy trzeciej płyty oraz problemy z wydawcą. Po latach Ślimak przyznał, że „było to spowodowane pewną stagnacją twórczą i koncertową. Na dodatek nie do końca byliśmy zadowoleni z pracy managera, który zajmował się wtedy zespołem. (...) Skontaktowałem się z Maciejem Jahnzem i zaproponowałem zawieszenie działalności, on się zgodził i tak to się właśnie rozpłynęło. Gdy zacząłem grać w Houku, Flapjack jakby przestał istnieć”. Grzegorz Guziński stwierdził w 2002, że wówczas „we Flapjacku brakowało mu zabawy muzyką”.

### Dalsza historia (2002–2009)
Na początku sierpnia 2001 Flapjack wystąpił na Start Festiwal Jarocin. Członkowie zespołu spotkali się ze sobą ponownie pod koniec wiosny 2003. Poza jednym wyjątkiem, skład pozostawał bez zmian: Robert „Litza” Friedrich (wówczas już członek jedynie grup 2Tm2,3 oraz Arka Noego), Maciej „Ślimak” Starosta (nadal w Acid Drinkers), Grzegorz „Guzik” Guziński (w tym czasie lider zespołu Homosapiens) i Maciej Jahnz. Jedyną nową twarzą stał się nowy basista Andrzej „Gienia” Markowski (wówczas członek Zalef i Ocean, dawniej w grupach Funny Hippos i Tumbao). Informowano wówczas, iż muzycy pracują nad nowym materiałem, a Litza potwierdził, że muzycy znowu spotykają się razem i czekają na efekty wspólnego jammowania.
Mimo tego następnie, z uwagi na braku czasu, „Litza” postanowił przerwać koncertowanie z zespołem. Zaznaczył przy tym, że jest gotowy wspierać grupę podczas ewentualnego tworzenia nowej płyty. W sierpniu 2004 na koncercie w Świdnicy zastąpił go Aleksander „Olass” Mendyk (członek Acid Drinkers, wcześniej w NoNe), który po kilku koncertach został w zespole na stałe (w międzyczasie w październiku 2004 obowiązki gitarzysty przejął epizodycznie Arkadiusz „Długi” Drygas z grupy Gotham).
Latem 2005 zespół zadeklarował, że istnieje szansa na powstanie czwartej płyty. „Mamy mnóstwo pomysłów i energii” – pisali Ślimak i Olass w jednym z e-maili. Następnie we wrześniu tego roku, menadżer zespołu Maciej Makowicz przyznał, iż pojawiła się propozycja stworzenia nowego albumu, która wyszła od jednej z dużych wytwórni fonograficznych po ostatnim koncercie tego zespołu w ramach festiwalu Hunter Fest 2005 w Szczytnie w sierpniu. Członkowie formacji mieli wówczas intensywnie przygotowywać nowy materiał.
Rok później w sierpniu 2006, w jednym z wywiadów muzycy nadal zapewniali o tworzeniu muzyki z myślą o wydaniu albumu: „Jeśli chodzi o nową płytę nad którą pracujemy, to często ludzie pytają czy będzie podobna do jedynki, do dwójki czy trójki. Mamy założenia, że będzie szalona, mocna i hardcore'owa” (Guzik); „Te numery, które teraz powstają są zupełnie inne od tych, które do tej pory Flapjack robił. Ja osobiście jestem teraz bardzo mocno zainteresowany muzyką hardcore'ową spod znaku zespołów Madball, Sick of It All, Ignite, amerykańską sceną punkową. Chciałbym osobiście, żeby to było coś w tym stylu, żeby to nie były rzeczy, które gram z Acidami. Żeby się można było wykazać w zupełnie innej muzie.” (Olass). W wywiadzie zaanonsowano kooperację z „Litzą” oraz chęć ponownej współpracy z wokalistą Dynamind, Rafałem „Hauem” Mirochą. Zapewniono także o pozytywnym przesłaniu tekstów. Stworzony materiał nie został jednak zaakceptowany przez wytwórnię Mystic Production.
Zapowiedzi wydania nowego albumu w ówczesnym składzie nie zostały zrealizowane także później. Przeszkodziła temu 30 listopada 2008 nagła śmierć Olassa w trakcie trasy koncertowej Acid Drinkers. Nowym gitarzystą grupy został Wojciech „Jankiel” Moryto (rok później w 2009 zajął miejsce Mendyka także w Acid Drinkers). Generalnie w tych latach zespół poprzestawał jedynie na nieregularnym koncertowaniu – od 2003 zagrał ok. 40 koncertów.
24 sierpnia 2009 oficjalna strona zespołu poinformowała o pracach nad nową płytą, które trwały w przerwach między koncertami Acid Drinkers. Według zespołu do rejestracji nowego materiału miały zostać wykorzystane kompozycje stworzone przez Olassa, a zamiar ich wydania był dodatkową motywacją do nagrania nowej płyty. Swój akces uczestniczenia w powstawaniu albumu miał ochoczo zgłosić także „Litza”. Pierwszeństwo nagrywania miała mieć jednakże nowa płyta Acid Drinkers. Rejestrację albumu Flapjacka zapowiedziano wówczas na połowę 2010.

### Keep Your Heads Down(2010–2014)
16 czerwca 2010 poinformowano, iż od 10 czerwca po 13 latach zespół nagrywa czwartą płytę w dorobku. Rejestrację materiału rozpoczęto od perkusji, zaś zaplanowano nagranie kilkunastu utworów. Przewidziano także udział gości. W tym samym czasie prace w studio nad nowym albumem prowadziła równolegle także grupa Acid Drinkers, której członkami było dwóch aktualnych muzyków Flapjack („Ślimak” i „Jankiel”). Na albumie miały zostać wykorzystane kompozycje stworzone pierwotnie przez „Olassa” (wedle zapewnień członków zespołu stanowiły połowę z nagranych wcześniej 70-80% materiału płyty), odnalezione ścieżki gitar, jak również zarejestrowany śpiew zmarłego muzyka, pierwotnie planowany z myślą o wydawnictwie grupy Pneuma. W wywiadzie dla magazynu Mystic Art „Ślimak” określił materiał nowej płyty jako „hardcore’owy Deftones”. Według niego jako goście na płycie mieli pojawić się znani z udziału na płytach Flapjacka, Rafał „Hau” Mirocha i Tomasz „Demolka” Molka, a także Bartek „Bartass” Dębicki z grupy None. Dystrybucją płyty zaplanowanej pierwotnie na wiosnę 2011 miała zająć się firma Mystic Production. Również w 2010 odbyła się premiera filmu Nie dotykając ziemi w reżyserii Arkadiusz Biedrzyckiego. W obrazie został wykorzystany utwór pochodzący z repertuaru zespołu pt. „Troubleman”. 12 maja 2011 na łamach serwisu CGM.pl został opublikowany singel „Black Leather Couch” zwiastujący czwarty album formacji.
W tym czasie grupa nadal koncertowała nieregularnie. 16 sierpnia 2011 grupa wystąpiła jako support przed zespołem Deftones (Park Sowińskiego, Warszawa). Jesienią 2011 odbyły się trzy większe koncerty. Odbyły się kolejno 1 października w Katowicach (Spodek), 5 listopada w Gdańsku (Ergo Arena), 25 listopada w Warszawie (Torwar). Były związane z promocją albumu The Best of Illusion grupy Illusion, lecz były też rodzajem występów wspomnieniowych, gdyż podczas minitrasy obok Flapjack i Illusion wystąpił również inny reaktywowany zespół Tuff Enuff. W trakcie występów grupie Flapjack towarzyszył incydentalnie „Hau”. 13 grudnia 2011 Flapjack wystąpił we Wrocławiu na Ocean Music Festival – jubileuszu 10. rocznicy powstania zespołu Ocean.
W styczniu 2012 strona oficjalna grupy poinformowała, że nowa płyta była w fazie miksów u Jacka Miłaszewskiego w Chimp Studio we Wrocławiu. 6 marca 2012 poinformowano o zakończeniu miksowania materiału i przedstawiono listę utworów nowego albumu. Zgodnie z zapowiedziami, w dwóch piosenkach wystąpił gościnnie „Hau”, a poza tym jeden utwór został wykonany w języku hiszpańskim. Dnia 14 czerwca zespół oznajmił, że nowa płyta zatytułowana Keep Your Heads Down ukaże się 16 lipca 2012. Album został wydany przez Makumba Music. Następnie grupa odbyła trasę koncertową pod nazwą „Body Slam Tour” na przełomie października i listopada 2013. Ponadto nowe wydawnictwo było promowane teledyskami do utworów „Dead End” (z września 2012) i „Feud” (z maja 2013).

### Prace nad piątym albumem (2015)
W kwietniu 2015 doszło do nieporozumień personalnych w zespole, w wyniku których ze składu Flapjack odeszli perkusista Maciej „Ślimak” Starosta, basista Michał „Mihau” Kaleciński i gitarzysta Wojciech „Jankiel” Moryto, zaś pozostali w nim wokalista Grzegorz „Guzik” Guziński i gitarzysta Maciej Jahnz. Odchodzących członków grupy zastąpili od sierpnia gitarzysta Maksymilian „Max” Jahnz (syn Macieja), basista Dariusz „Dziara” Pazda, perkusista Maciej „Ślepy” Głuchowski oraz veejay Piotr Wach. Muzycy ogłosili również, iż planują rozpocząć prace nad nowym krążkiem 19 sierpnia. Nagrania do EP-ki miały odbywać się w Małym Studiu należącym do Roberta „Litzy“ Friedricha. Wkrótce muzycy postanowili, że zrezygnują z EP-ki na rzecz LP. Premiera nowego krążka była pierwotnie szacowana na rok 2016. W lutym 2016 skład uległ ponownym zmianom, jako że na perkusję powrócił Maciej „Ślimak” Starosta.
13 października 2018 roku Flapjack wystąpił w Poznaniu na koncercie „Luxtorpeda + goście” z okazji 50 urodzin Roberta „Litzy” Friedricha.
9 stycznia 2021 zmarł Grzegorz „Guzik” Guziński. W zorganizowanych w 2022 i w 2023 koncertach grupy pojawili się w skadzie Robert „Litza” Friedrich (gitara), Maciej Jahnz (gitara), Maciej "Ślimak" Starosta (perkusja), Marcin "Wimek" Wimonć (saksofon), Michał "Mihau" Kaleciński (bas) oraz w roli wokalistów Rafał "Hau" Mirocha i J Kroto Cokesky (znany z formacji Hope).

## Muzycy
| Obecny skład zespołu - Maciej Jahnz – gitara (1993-1997, od. 2003) - Robert „Litza” Friedrich – gitara, śpiew (1993–1996, 1996-1997, 2003-2004, od. 2021) - Michał „Mihau” Kaleciński – gitara basowa (2004-2015, od. 2022) - Rafał „Hau” Mirocha – śpiew, rap (od 2022) - Jakub "Kroto" Krotofil – śpiew, rap (od 2022) - Michał "Dj Eprom" Baj – DJ (od 2022) - Maciej „Ślimak” Starosta – perkusja (1993–1997, 2003-2015, od 2016) | Byli członkowie zespołu - Piotr "Kompas" Piechocki - wokal (1993) - "Elizabeth" (zmarła) - wokal (1993-1994) - Tomasz "Titus" Pukacki - gitara basowa, śpiew (1993-1994) - Grzegorz „Guzik” Guziński (zmarły) – śpiew, rap (1994-1997, 2003-2021) - Marcin „Vimek” Wimońć – saksofon, śpiew (1994-1996, 2022-2023) - Andrzej "Gienia" Markowski - gitara basowa (2003-2004) - Arkadiusz " Długi" Drygas - gitara (2004) - Aleksander „Olass” Mendyk (zmarły) – gitara, śpiew (2004–2008) - Jacek „Hrapluck” Chraplak – gitara basowa (1994-1997) - Maciej „Ślepy” Głuchowski – perkusja (2015–2016) - Wojciech „Jankiel” Moryto – gitara (2009–2015) - Maksymilian „Max” Jahnz – gitara (2015-2022) - Dariusz „Dziara” Pazda – gitara basowa (2015-2022) - Piotr Wach – VJ (2015-?) |

## Dyskografia
| 1994                           | Ruthless Kick - Data: 1 września 1994 - Wydawca: Metal Mind Productions    | —  |
| 1996                           | Fairplay - Data: 15 stycznia 1996 - Wydawca: Metal Mind Productions        | —  |
| 1997                           | Juicy Planet Earth - Data: 10 marca 1997 - Wydawca: Metal Mind Productions | —  |
| 2012                           | Keep Your Heads Down - Data: 16 lipca 2012 - Wydawca: Makumba Music        | 25 |
| 2023                           | Sugar Free - Data: 13 września 2023 - Wydawca: Stage Diving Club           | 4  |
| „—” pozycja nie była notowana. |                                                                            |    |

| 1995                           | „Fairplay”     | —  | Fairplay           |
| 1997                           | „Ready to Die” | 47 | Juicy Planet Earth |
| „—” pozycja nie była notowana. |                |    |                    |

| 1995                           | „Dead Elizabeth” | 19 | —  | Ruthless Kick        |
| 1996                           | „Idol Free Zone” | 32 | —  | Fairplay             |
| 1996                           | „Whooz Next”     | 8  | —  | Fairplay             |
| 2012                           | „Stand Up”       | –  | 10 | Keep Your Heads Down |
| 2013                           | „Dead End”       | –  | 1  | Keep Your Heads Down |
| 2013                           | „BTV”            | –  | 13 | Keep Your Heads Down |
| 2023                           | „Veterans”       | –  | 7  | Sugar Free           |
| „—” pozycja nie była notowana. |                  |    |    |                      |

## Teledyski
| Rok  | Tytuł            | Reżyseria         | Album                |
| ---- | ---------------- | ----------------- | -------------------- |
| 1997 | „Cold”           | Bartosz Matyja    | Juicy Planet Earth   |
| 2012 | „Dead End”       | Studio BM         | Keep Your Heads Down |
| 2013 | „Feud” gośc. Hau | HAU Entertainment | Keep Your Heads Down |

## Nagrody i wyróżnienia
| Rok  | Nagroda    | Kategoria        | Uwagi      |
| ---- | ---------- | ---------------- | ---------- |
| 1994 | Fryderyk   | Debiut roku      | Nominacja  |
| 2024 | Teraz Rock | Najlepsza płyta  | 8. miejsce |
| 2024 | Fryderyk   | Album roku metal | Nagroda    |